# Tom Oliver
Tom Oliver (Fareham (Hampshire), 12 juni 1938) is een Australisch acteur.

## Levensloop
Oliver, geboren in Engeland, reisde op zijn zestiende jaar de wereld rond toen hij actief was in de beroepsvaart. Twee jaar later vestigde hij zich in het Australische Sydney. Hij werkte drie jaar op een veebedrijf en keerde daarna tijdelijk terug naar Engeland. In 1963 emigreerde hij definitief naar Australië en verkreeg later het Australisch staatsburgerschap. Hij begon een acteercarrière en was te zien in diverse televisieseries. Hij had gastrollen in onder meer Skippy, Homicide, Prisoner en Sons and Daughters. In 1977 was hij te zien in de film ABBA: The Movie. In 1988 speelde hij een gastrol in de soapserie Neighbours als de onbetrouwbare autoverkoper Lou Carpenter. In 1992 hernam hij de rol en het personage groeide uit tot een van de belangrijkste personages uit de serie. Nadat Ian Smith, met wie Oliver veel scènes had gespeeld, de show verliet in 2009, besliste hij om voortaan halftijds mee te werken aan de serie. In 2016 verliet hij Neighbours definitief. 
- International Standard Name Identifier: 0000 0004 5968 5366
- Library of Congress Control Number: n2011003123
- Virtual International Authority File: 410147312811837970008